# NGC 1316
NGC 1316 o Fornax A es una galaxia lenticular en la constelación de Fornax a 62 millones de años luz de distancia (aunque recientes estudios de varias supernovas de tipo Ia sugieren una distancia algo menor, de 58 millones de años luz). Es además una radiogalaxia, la cuarta radiofuente más brillante en 1400 MHz, mostrando cuando es estudiada mediante ondas de radio dos grandes lóbulos de partículas de muy alta energía de 600000 años luz de tamaño cada uno a cada lado de ella. Fue descubierta en 1826 por el astrónomo James Dunlop.
NGC 1316 forma parte del Cúmulo de Fornax, un cúmulo de galaxias en esa constelación, encontrándose en el centro de un subgrupo de galaxias de su periferia que está en proceso de acercamiento con el subgrupo principal para acabar fusionándose ambos. Parece estar interactuando con la galaxia espiral NGC 1317, aunque esta última parece no ser lo suficientemente grande para explicar las anomalías en la estructura de NGC 1316. 
François Schweizer, al final de la década de 1970, observó que NGC 1316 parece una pequeña galaxia elíptica con unas líneas de polvo inusuales incrustadas dentro de un conjunto mayor de estrellas. También apreció un disco compacto de gas cerca del centro que parecía rotar más deprisa que las estrellas. Sobre la base de esto, sugirió que NGC 1316 es el producto de la fusión de varias galaxias menores. Estas colisiones pudieron haber alimentado el agujero negro supermasivo del centro galáctico -de una masa estimada en 130-150 millones de masas solares-, provocando que la galaxia se convierta en una radiogalaxia. Se estima que la última actividad importante allí tuvo lugar hace 100 millones de años.
Con base en el estudio de unos cúmulos estelares de estrellas rojas en NGC 1316 con el Telescopio Espacial Hubble, se concluye que hubo una gran colisión entre dos galaxias espirales hace unos pocos miles de millones de años que dieron forma a la actual NGC 1316. Además estudios de sus nebulosas planetarias han mostrado cómo NGC 1316 parece estar evolucionando para convertirse en un sistema dominado por un gran bulbo galáctico, similar a la Galaxia del Sombrero.